# Tovedem
Tovedem (samentrekking van Toneelvereniging De Meern) is een Nederlandse theatergroep. De groep werd in 1985 opgericht door Willem van Engelen, Paul van Straten, Maria Kooiman en Martin den Hartog. 
Tovedem speelt in het najaar een meestal luchtig en in het voorjaar een meer dramatisch stuk.
Toneelvereniging De Meern speelt sinds haar oprichting in sociaal cultureel centrum De Schalm in De Meern.
Een half jaar na de oprichting van Tovedem werd onder auspiciën van De Schalm Mejoto's '86 opgericht. Deze toneelgroep voor kinderen van 9 t/m 18 jaar valt inmiddels onder Toneelvereniging De Meern. Daarnaast bestaat sinds 2001, Cloos, de toneelgroep voor jongeren van 17 tot 21 jaar.

## Voorstellingen
Onderstaande lijst is onvolledig.
- Caravan (najaar 2000)
- Zoete Melk met brokken (voorjaar 2000)
- Alles over Eva (voorjaar 2001)
- Het blijft in de familie (najaar 2001)
- Schaduwrijk (voorjaar 2002)
- Daar liegen we ons uit (najaar 2002)
- A pack of lies (voorjaar 2003)
- Kroongetuigen (Najaar 2003)
- De onbetaalbare loodgieter (najaar 2005)
- On Verra (voorjaar 2006)
- Moord in de coulissen (April 2007)
- Romeo en Julia (regie Ron van Lent, najaar 2007)
- Gebarsten kruiken (regie Erica Vorderhake, voorjaar 2008)
- Geld in de fik (regie Derk Oudshoorn, najaar 2008)
- Een keurige trap (regie Paul Koster, voorjaar 2009)
- Mijn zoon is gek, maar veelbelovend (najaar 2009)
- Een nieuw begin (regie Erica Vorderhake, april 2010)
- Hamlet op de barbecue (regie Martin den Hartog, najaar 2010)
- Dingen van de Dag (regie Klazien de Goey, voorjaar 2011)
- Een jongen of een meisje (regie Tonneke van der Sluijs, najaar 2011)
- Duivels carnaval (regie Derk Oudshoorn, april 2012)

## Eenakters
- Het (regie Erika Vorderhake, 2009)
- Parazoo! (regie Rik van Schaik, 2011)